# کیانی (کومونه)
کیانی (به ایتالیایی: Chianni) یک کومونه در ایتالیا است که در استان پیزا واقع شده‌است.

## خصوصیات
کیانی ۶۲٫۰ کیلومترمربع مساحت و ۱٬۵۳۶ نفر جمعیت دارد و ۲۸۴ متر بالاتر از سطح دریا واقع شده‌است.